# Jochen Feilcke

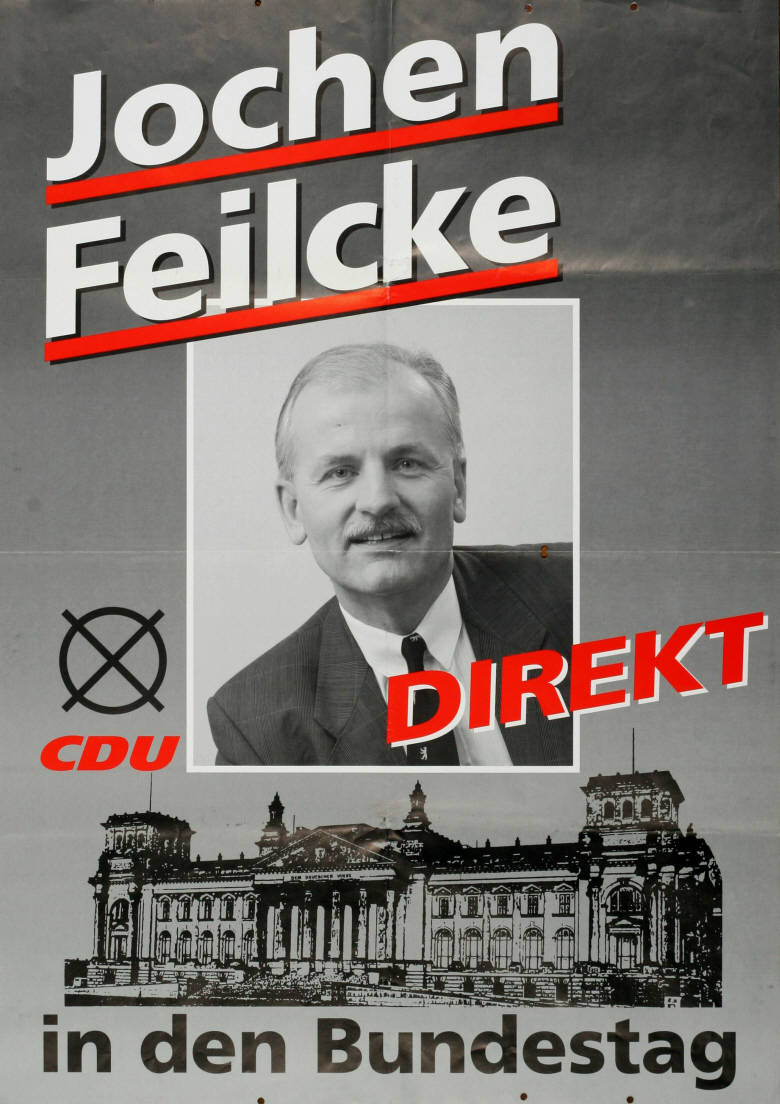
Kandidatenplakat Jochen Feilckes zur Bundestagswahl 1994

Jochen Feilcke (* 19. August 1942 in Hannover) ist ein deutscher Politiker (CDU). Er war vier Jahre Bezirksverordneter in Berlin‐Schöneberg, acht Jahre Mitglied des Abgeordnetenhauses von Berlin und 16 Jahre Mitglied des Deutschen Bundestages. Er ist Vorsitzender der Deutsch-Israelischen Gesellschaft Berlin und Brandenburg.

## Leben
1963 machte Feilcke ein humanistisches Abitur in Hannover, danach studierte er an der Freien Universität Berlin Politologie und Volkswirtschaft. Von 1968 bis 1971 war er als freiberuflicher Dozent in der politischen Bildungsarbeit tätig. Von 1972 bis 1973 war er Geschäftsführer des Demokratischen Klubs, im Oktober 1973 wurde er Verbandsreferent der Zentralvereinigung Berliner Arbeitgeberverbände. Von 1978 bis 1981 war er Geschäftsführer des Bildungswerkes der Berliner Wirtschaft, danach Leiter der Abteilung Arbeitsmarkt und internationale Sozialpolitik der Zentralvereinigung Berliner Arbeitgeberverbände und des Arbeitgeberverbandes der Berliner Metallindustrie.
1964 wurde Feilcke Mitglied der CDU. Von 1967 bis 1971 war er zunächst Vorsitzender der Jungen Union Berlin-Schöneberg, von 1970 bis 1982 war er Vorsitzender des Ortsverbandes Innsbrucker Platz, 1977 wurde er Vorsitzender des Kreisverbandes Schöneberg und 1981 wurde er Mitglied des Landesvorstandes der CDU Berlin. Von 1971 bis 1975 war Feilcke Mitglied der Bezirksverordnetenversammlung Schöneberg, von 1975 bis 1983 war er Mitglied des Abgeordnetenhauses von Berlin, wo er von 1981 bis 1983 Mitglied des Fraktionsvorstandes der CDU und des Ältestenrates war. Von 1983 bis 1998 saß Feilcke im Deutschen Bundestag, wobei er als Berliner Abgeordneter erst ab 1990 volles Stimmrecht hatte. 1990 gewann er im Bundestagswahlkreis Berlin-Kreuzberg – Schöneberg das Direktmandat, 1994 zog er über die Landesliste ins Parlament ein. Jochen Feilcke ist seit 1999 Vorsitzender der Deutsch-Israelischen Gesellschaft Berlin und Brandenburg e.V.